# Telefoonseks

Bij telefoonseks vinden erotische gedachten plaats.

Telefoonseks is het beleven van seksuele genoegens via de telefoon. 
Personen bellen elkaar op om met erotische taal - waaronder dirty talk - tot seksuele opwinding te komen. Dit wordt gedaan wanneer lichamelijk contact tussen de partners onmogelijk of onwenselijk is. Op afstand kan op deze manier gezamenlijk of door een van de partners gemasturbeerd worden.
Telefoonseks kan tussen vaste sekspartners plaatsvinden maar ook tussen personen die elkaar niet kennen. Er zijn diverse commerciële sekslijnen waarbij een persoon een klant naar zijn of haar hoogtepunt praat.

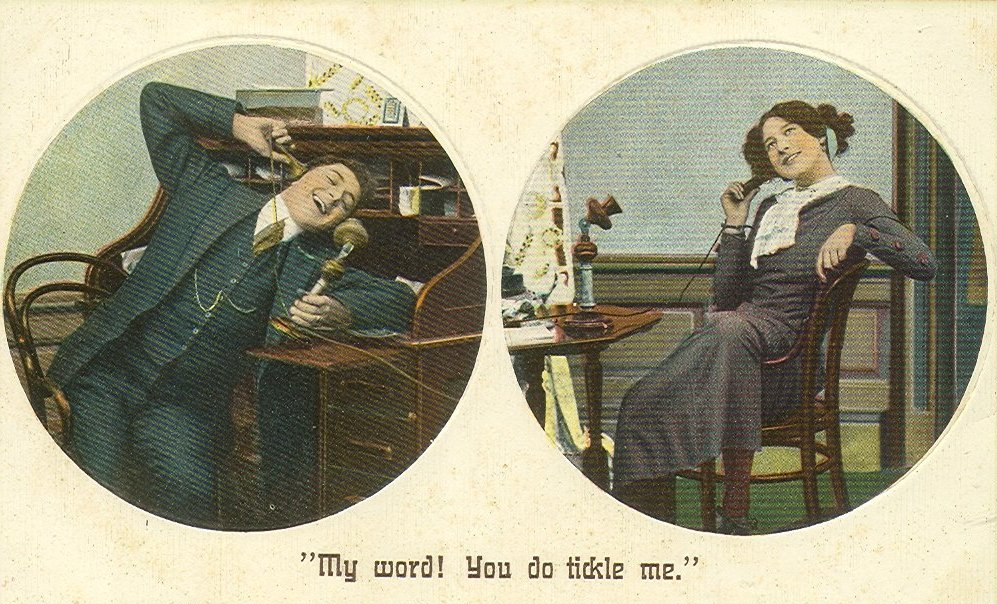
Telefoongesprek tussen een man en een vrouw.